# Gens Egnatúlia
La gens Egnatúlia (en llatí Egnatuleia gens) era el nom d'una gens romana d'origen plebeu.
Només dos membres d'aquesta família, amb el nom d'Egnatuleu (Egnatuleius), van destacar:
- Gai Egnatuleu, magistrat i/o militar romà
- Luci Egnatuleu, magistrat romà